# Operación Víbora de Montaña
La Operación Víbora de Montaña (en inglés: Operation Mountain Viper) fue una operación conjunta entre el Ejército de los Estados Unidos y el Ejército Nacional Afgano (cerca de 1000 efectivos) llevada a cabo desde el 30 de agosto hasta principios de septiembre de 2003 con el objetivo de descubrir cientos de presuntos rebeldes talibanes ocultos en las montañas del distrito de Dey Chopan, en la provincia de Zabul, Afganistán. Se estima que se mataron unos 124 milicianos. Murieron cinco miembros del ejército afgano y otros siete fueron heridos, y también falleció un soldado estadounidense en una caída accidental. La operación se ejecutó en conjunto con la Operación Warrior Sweep.